# Timmy T
Timothy Torres, Künstlername Timmy T, (* 21. September 1967 in Fresno, Kalifornien) ist ein US-amerikanischer Freestyle-Künstler und Musiker. Am bekanntesten ist sein Nummer-1-Hit One More Try aus dem Jahr 1991.

## Leben und Wirken
Nachdem Torres in den 1980er Jahren Mitglied einiger kleiner Rap-Gruppen in Fresno war, wandte er sich der Dance-Musik zu. Sein erstes Stück, Time After Time, wurde so erfolgreich, dass er einen Plattenvertrag mit Quality Records bekam. Time After Time stieg in die Top 40 der Billboard Hot 100 Single-Charts ein und wurde Nummer 1 der Billboard Dance Single-Charts.
Ende 1990 nahm Timmy T die Single One More Try auf, die sich über eine Million Mal verkaufte und die Spitze der Billboard-Charts des Jahres 1991 erreichte. Daran schloss sich die Veröffentlichung des ersten Albums Time After Time an, welches neben dem Titel-Track die Stücke What Will I Do, One More Try und Over and Over enthielt. Das Nachfolge-Album All for Love erreichte mit keinem Song die Charts.
In den 1990er Jahren tourte Timmy T durch die ganze Welt und war Gast in diversen TV-Shows.